# Kirtland Air Force Base
Kirtland Air Force Base est une importante base de l'United States Air Force située dans le comté de Bernalillo à proximité d'Albuquerque au Nouveau-Mexique.

## Historique
L'Operationally Responsive Space Office y est basé depuis sa création en 2007.